# UDFj-39546284
UDFj-39546284 (även UDF12-3954-6285) är en Lyman-brytningsgalax med hög rödförskjutning som upptäcktes år 2009, detekterad genom infraröd strålning med hjälp av Hubble Ultra Deep Field. Objektet, som är beläget i stjärnbilden Ugnen, identifierades av G. Illingworth (UC Santa Cruz), R. Bouwens (UC Santa Cruz och Leiden University) och HUDF09-teamet under 2009 och 2010. Den rapporterades med en rödförskjutning på z ~10 med hjälp av fotometriska data från Hubble- och Spitzerteleskopet, men senare rapporter år 2012 som tyder på en möjligen högre rödförskjutning på z = 11,9. Även om tvivel väcktes om att denna galax istället skulle kunna vara en intrångsgalax med låg rödförskjutning och extrema spektrala emissionslinjer som ger intrycket av en källa med mycket hög rödförskjutning, bekräftade år 2022 senare spektroskopiska observationer av James Webb-teleskopets NIRSpec-instrument galaxens höga rödförskjutning till en spektroskopiskt bekräftad uppskattning av z = 11,58.
UDFj-39546284 befinner sig på mer än 13 miljarder ljusårs avstånd från jorden och är ett av de mest avlägsna astronomiska objekt som någonsin har observerats. Den tros vara en formerande galax, och började formeras 500 miljoner år efter Big Bang.

## Galleri

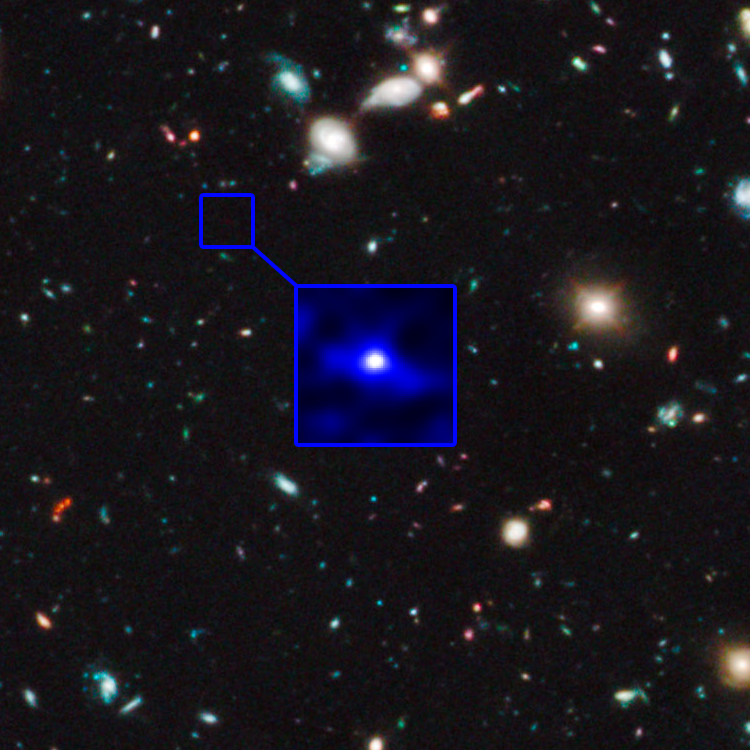
UDFj-39546284
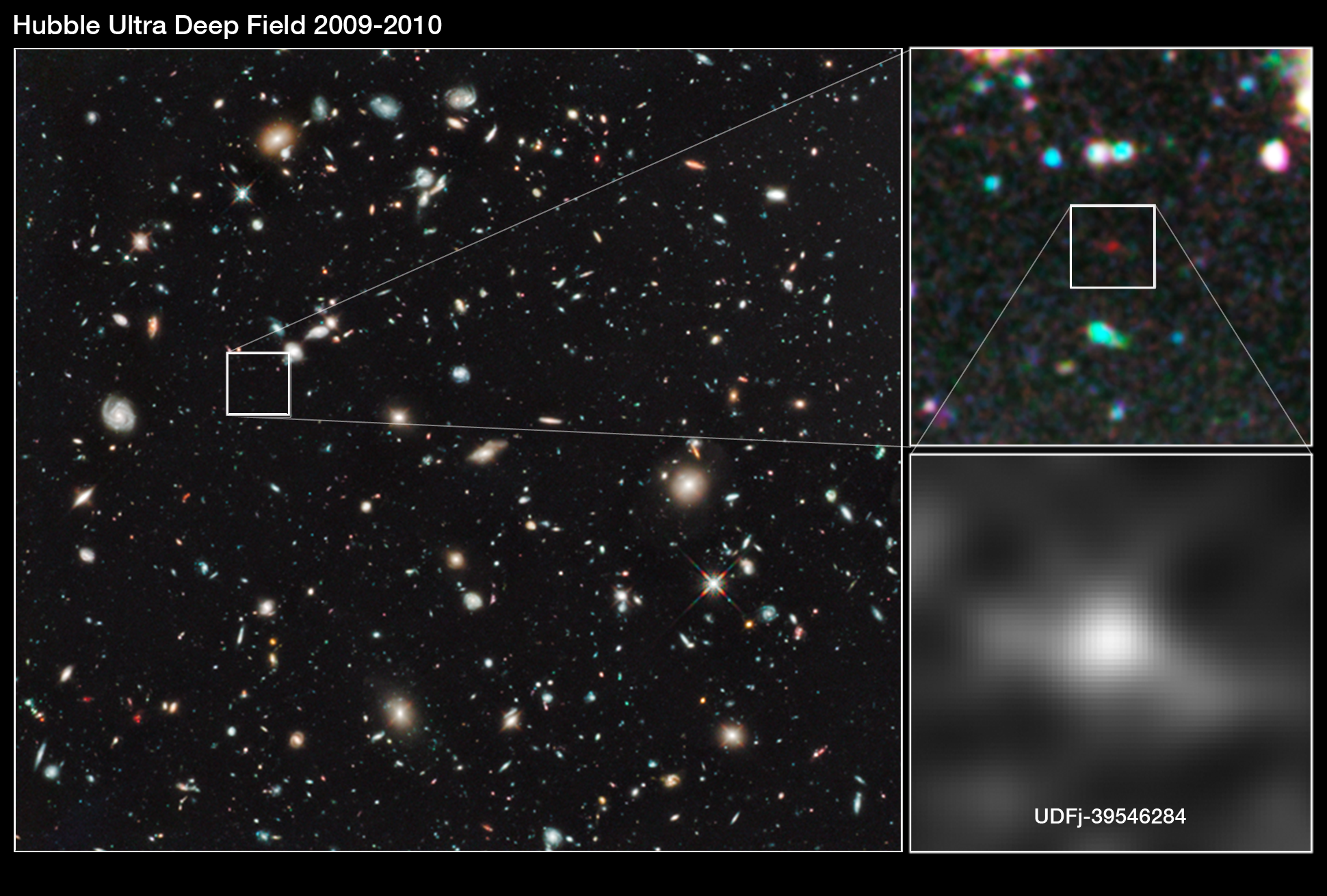
UDFj-39546284 visas som en svag röd fläck